# Музыкальная академия имени Игнация Падеревского (Познань)
Музыкальная академия имени Игнация Падеревского (пол. Akademia Muzyczna im. Ignacego Jana Paderewskiego w Poznaniu) — высшее учебное государственное музыкальное учреждение в Познани, Польша.

## История
Академия и музыкальная школа в Познани были созданы в 1920 году. В их создании принимал участие композитор Генрих Опеньский. Два года спустя была переименована в Государственную музыкальную консерваторию. Современное название получила 1 января 1982 г.
Носит имя польского композитора Игна́ция Яна Падере́вского.

## Структура

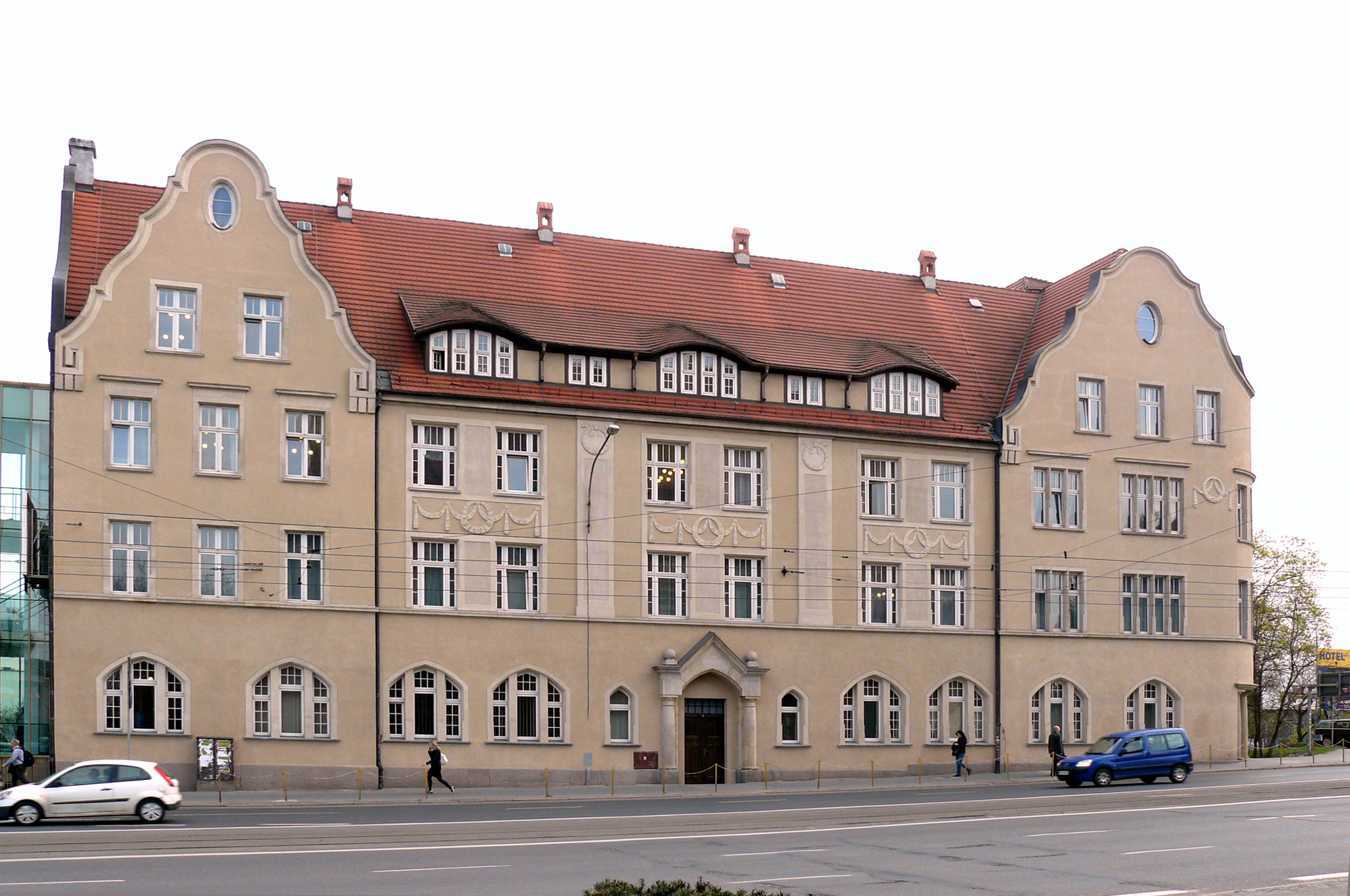
Старое здание академии

### Факультеты и специализация
- Кафедра композиции, дирижирования, теории музыки и ритмики
  - композиция и теория музыки
  - дирижирование
- Инструментальная кафедра
- Отделение вокала и актёрского мастерства
- Кафедра изготовления струнных инструментов, арфы, лютни, гитары и скрипки (единственная в стране обучающая мастеров по изготовлению скрипок)
- Кафедра хорового дирижирования, музыкального образования и церковной музыки
  - художественное образование в области музыкального искусства

Имеет филиалы в Щецине.

## Почётные директора и ректоры
- Генрих Опеньский (1920—1926)
- Сигизмунд Эмильевич Буткевич (1926—1929)
- Здзислав Янке (1930—1939, 1945—1948)

## Известные преподаватели и выпускники
- Кренц, Ян (доктор honoris causa)
- Кульчинский, Станислав
- Охман, Веслав (доктор honoris causa)
- Бэрд, Тадеуш
- Вальдорф, Ежи